# Municipio de Tamazula
El municipio de Tamazula es uno de los 39 municipios en que se divide el estado mexicano de Durango. Se encuentra ubicado en el noroeste del estado, en la región de las barrancas. Su cabecera municipal es Tamazula de Victoria.

## Geografía
El municipio de Tamazula se encuentra ubicado en el extremo noroeste del estado de Durango, su territorio incluye las alturas de la Sierra Madre Occidental y su abrupto descenso hacia la Llanura costera del Pacífico formando grandes barrancas; en consecuencia su altitud fluctúa de los 3 000 a los 100 metros sobre el nivel del mar. Es uno de los municipios más extensos del estado, con 5812.838 kilómetros cuadrados y sus coordenadas geográficas extremas son 24°16′ - 25°40′ de latitud norte y 106°8′ - 107°13′ de longitud oeste.
Limita al este con el municipio de Tepehuanes, el municipio de Topia, el municipio de Canelas, el municipio de Santiago Papasquiaro, el municipio de Otáez y el municipio de San Dimas. Al norte limita con el estado de Chihuahua, en particular con el municipio de Guadalupe y Calvo, y al oeste con el estado de Sinaloa, correspondiente sus límites al municipio de Badiraguato, el municipio de Culiacán, el municipio de Cosalá y el municipio de San Ignacio.

## Demografía
La población total del municipio de Tamazula de acuerdo con el Censo de Población y Vivienda realizado en 2010 por el Instituto Nacional de Estadística y Geografía, es de 26 368 habitantes, de los que 13 702 son hombres y 12 666 son mujeres.
La densidad de población asciende a un total de 4.54 personas por kilómetro cuadrado.

### Localidades
En el censo de 2020 el municipio de Tamazula contaba con 599 localidades.
| Código INEGI      | Localidad            | Población (2020) |
| ----------------- | -------------------- | ---------------- |
| 100340001         | Tamazula de Victoria | 3 222            |
| 100340675         | El Durazno           | 1 195            |
| Otras localidades | Otras localidades    | 21 883           |
| Total municipal   | Total municipal      | 26 300           |

## Política
El gobierno del municipio de Tamazula le corresponde a su ayuntamiento, el cual está conformado por el presidente municipal y el cabildo que está integrado por nueve regidores. Todos son electos mediante voto popular, directo y secreto para un periodo de tres años que puede ser renovado para el inmediato posterior. 

### Subdivisión administrativa
El municipio está integrado por cuatro juntas municipales, que son Chacala, Amaculí, Los Remedios y El Durazno. Su elección en la junta de El Durazno es mediante voto secreto y en las restantes tres mediante plebiscito público.

### Representación legislativa
Para la elección de diputados locales al Congreso de Durango y de diputados federales a la Cámara de Diputados federal, el municipio de Tamazula se encuentra integrado en los siguientes distritos electorales:
Local:
- Distrito electoral local de 7 de Durango con cabecera en Santiago Papasquiaro.[6]

Federal:
- Distrito electoral federal 1 de Durango con cabecera en Victoria de Durango.[7]

### Presidentes municipales
| - (1944-1947): Wenceslao Chávez - (1947-1950): Simón González - (1950-1953): Ramiro Higuera Villarea - (1953-1956): Loreto Ríos Torres - (1956-1959): Everardo Ávila Amezquita - (1960-1962): Hernando Beltran Félix - (1963-1965): Everardo Ávila Amézquita - (1965-1968): Martin Coronel León - (1968-1971): Alfonso Rivas Beltrán - (1971-1972): Lizandro Beltrán López - (1972-1974): Luis Alfonso Ríos López - (1974-1977): Joel Beltrán Rivas - (1977-1980): Perfecto Rivas Beltrán - (1980-1983): Alfonso Ríos - (1983-1986): Juan Manuel Félix León - (1986-1989): Rito Velarde Villareal - (1989-1992): Jesús Sicairos Beltran - (1992-1995): Jaime Rivas Loaiza - (1995-1998): Cipriano González Gómez - (1998-2001): José Luis Félix León - (2001-2004): Luis Chaidez Quintero - (2004-2007): Jaime Rivas Loaiza - (2007-2010): Rigoberto Ríos Castillo - (2010-2013): José Ángel Beltrán Félix - (2013-2016): Ricardo Ochoa Beltrán - (2016-2019): Héctor Manuel Castillo Medina - (2019-2022): José Ángel Beltrán Félix - (2022-2025): Ricardo Ochoa Beltrán |